# Richard Franz Friedrich
Richard Franz Friedrich (* 14. April 1848 in Neustädtel; † 16. November 1916 in Oberschlema) war ein deutscher Bautechniker, der in seiner Funktion als Werkbaumeister beim Blaufarbenwerk Oberschlema wesentlich am Ausbau des Orts zum Radiumbad mitwirkte.

## Leben und Wirken

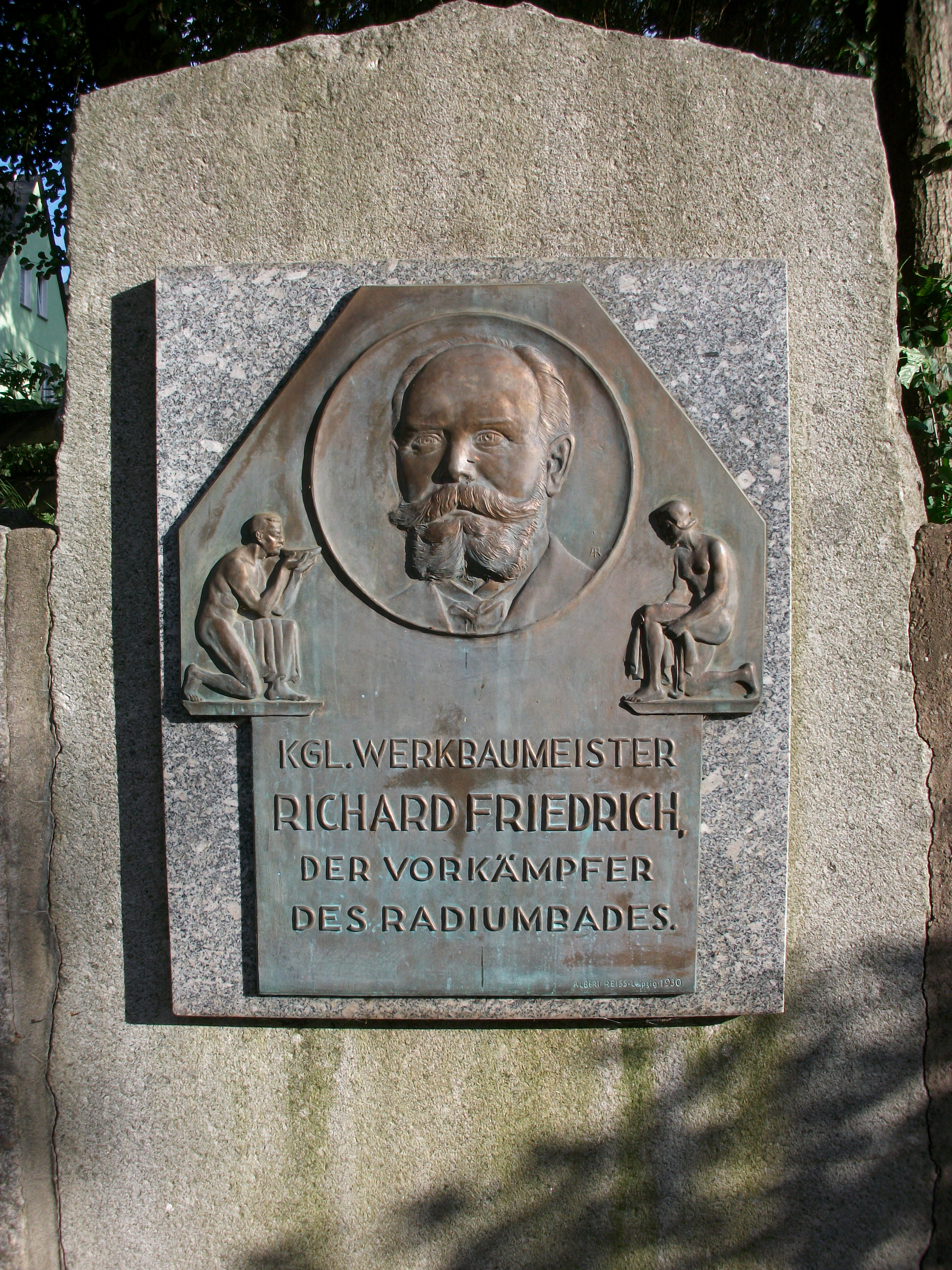
Gedenktafel für Richard Friedrich im Richard-Friedrich-Park

Richard Friedrich wurde am 14. April 1848 in Neustädtel geboren und am 16. April 1848 in der örtlichen evangelisch-lutherischen Kirchgemeinde Zu unserer lieben Frauen getauft. Nach dem Schulabschluss studierte er an der Bauschule Chemnitz.
1870/1871 nahm Friedrich als Soldat am Deutsch-Französischen Krieg teil.
Im Jahr 1872 fand Friedrich eine Anstellung im staatlichen Blaufarbenwerk Oberschlema und löste dort Anton Brückner als Werkbaumeister ab. Seine Aufgabe bestand in der Überwachung und Kontrolle der vom Blaufarbenwerk genutzten Grubenbaue im Marx-Semler-Stolln. Um den Wasserbedarf des Blaufarbenwerks zu decken, wurde auf Anordnung des Betriebsdirektors Friedrich Schulze im 292,4 m langen Jung König David-Flügel, der sich oberhalb des 15. Lichtlochs des Marx-Semler-Stollns befand, in 110 m vom Entfernung vom Marx-Semler-Stolln ein Betondamm errichtet.
Im Zuge der Untersuchung der sächsischen Gewässer auf ihren Radongehalt wurde das Wasser des Jung König David Flachen am 5. Januar 1909 durch Carl Schiffner und Max Weidig beprobt. Richard Friedrich begleitete diese Arbeiten assistierend. Er selbst hatte kurz vorher eigenständig Messungen zum Radongehalt von Wässern mit einem Fontaktoskop (nach Hermann Sieveking und Carl Engler) aus der Braunschweiger Werkstatt von Günther & Tegetmeyer durchgeführt.
Da Schiffner und Weidig Oberschlema bald wieder verließen, um andernorts weitere Messungen durchzuführen, führte Richard Friedrich mit Zustimmung des sächsischen Finanzministeriums die Messungen alleine weiter. Er eignete sich als Autodidakt umfangreiches Wissen auf dem Gebiet der Radiologie an. Ziel seiner Arbeiten war es, die Anwendungsmöglichkeiten der radioaktiven Wässer zu untersuchen. Nach seiner Überzeugung war das Einatmen der radioaktiven Luft wirkungsvoller für den Organismus als ein Bad im radioaktiven Wasser.
Bis April 1909 untersuchte Friedrich im Gebiet von der Stadtgrenze Schneebergs bis unterhalb des 14. Lichtlochs die Wässer des Marx-Semler-Stollns und seiner Seitenflügel. Bei weitergehenden Untersuchungen fand er, gemeinsam mit seinen Assistenten Werksaufseher Paul Lippold und Blaufarbenwerksarbeiter Paul Emil Rössel, im Unbenannt Flachen (Radium Flachen) die stärksten radonhaltigen Wässer. Aus diesem Grund gab er diesem Stollnflügel den Namen Radiumort.
Zwischen dem 21. Februar 1910 und dem 18. Januar 1911 wurde das 41 m lange Radiumort weiter vorgetrieben, um weitere Quellen zu finden. Auch die Untersuchungen der Wässer zwischen dem 13. und 15. Lichtloch wurden durch Friedrich fortgesetzt. Die bis dahin vom Blaufarbenwerkskonsortium getragenen Gesamtkosten beliefen sich auf 7.883 Mark. Friedrich schuf mit seinen Arbeiten die Voraussetzungen, um ernsthaft über die Nutzung der radioaktiven Wässer nachzudenken.
Richard Friedrich arbeitete neben seinen Untersuchungen auch als Co-Autor am dritten Band der Schriftenreihe „Radioaktive Wässer in Sachsen“ von Schiffner und Weidig mit, der 1911 erschien.
Friedrich entwickelte 1911 die ersten Pläne für ein Radiumbad mit angeschlossenen Grubenemanatorium. Die von ihm veranschlagten Gesamtkosten wurden 1938 in 518.163 Reichsmark umgerechnet. Nach einem abschlägigen Bescheid des Königreichs Sachsen, das zu 40 Prozent am Blaufarbenwerkkonsortium und somit an den Kosten beteiligt war, musste dieses Vorhaben auf Eis gelegt werden. Gemeinsam mit Fritz Ludwig Kohlrausch, dem Direktor des von Schiffner an der Bergakademie Freiberg gegründeten Instituts für Radiumforschung, führte er die Untersuchungen im Marx-Semler-Stolln weiter. Um den Zugang und somit die Untersuchungen zu erleichtern, wurde zwischen dem 8. Mai und dem 9. Oktober 1911 ein 40 m tiefer Schacht auf das Radiumort geteuft. Auf Grund der unkalkulierbaren Kosten beschloss das Blaufarbenwerkkonsortium am 31. März 1912, die radioaktiven Wässer nicht selbst zu vermarkten, sondern die Rechte womöglich zu verpachten.
Die weiteren Arbeiten von Friedrich und Kohlrausch führten am 13. November 1912 zur Entdeckung der stärksten Radiumquelle Deutschlands im Radiumort. Das sächsische Finanzministerium genehmigte daraufhin am 5. Mai 1913 für die Dauer von 6 Monaten die kostenlose Abgabe von Radiumwasser an die Bevölkerung für eine Stunde pro Tag. Die erste Ausgabe erfolgte am 16. Juni 1913. Die Genehmigung wurde mehrfach bis Ende April 1915 verlängert.
Im Jahr 1913 beendete Friedrich seine Arbeit beim Blaufarbenwerk und ging in Pension. Gemeinsam mit dem Ortsvorstand von Oberschlema, William Vogelgesang, arbeitete Friedrich an dem Plan zur Gründung einer Radiumbadgesellschaft weiter. Um dieses Vorhaben in die Tat umzusetzen, wurde auf Initiative von Friedrich und Vogelgesang am 2. August 1913 der Verein Ausschuß zur Verwertung der radioaktiven Wässer in Oberschlema mit Sitz in Schneeberg gegründet. Richard Friedrich, Friedrich Kohlrausch und K. J. Freiherr Gedult von Jungenfeld, Assistent für Radiumkunde an der Bergakademie Freiberg, erarbeiteten ein am 28. Februar 1914 in Freiberg vorgestelltes Gutachten, das gleichzeitig eine Machbarkeitsstudie über die wirtschaftliche Nutzbarmachung der radioaktiven Wässer in den Therapieformen Bäder, Trinkkuren und Inhalation war. Diese Studie sollte bei der Suche nach Investoren helfen, da das Königreich Sachsen eine Beteiligung ablehnte. Der Wasserversand für Trinkkuren war bei der Machbarkeitsstudie ein zentraler Bestandteil. Nach Genehmigung des sächsischen Finanzministeriums vom 30. April 1914 wurde der Wasserversand für Trinkkuren aufgenommen. Friedrich hatte zwischenzeitlich auch das Patent zur Verwertung schwach radioaktiver Wässer für Emanationszwecke erhalten, das er aber zum Selbstkostenpreis der späteren Badgesellschaft überließ. Am 23. September 1915 wurde in der Bahnhofsgaststätte in Oberschlema die Radiumbad Oberschlema-Schneeberg GmbH gegründet. Als Geschäftsführer wurden Richard Friedrich und William Vogelgesang gewählt.
Im ehemaligen Wohnhaus der Familie Kästel, das von der Kurgesellschaft erworben wurde, richtete Friedrich ein provisorisches Emanatorium ein. Dieses wurde im Mai 1916 eröffnet.
Am 2. August 1916 war der Baubeginn für das Kurhaus, dessen Eröffnung am 16. Mai 1918 Richard Friedrich aber nicht mehr erlebte. Er starb am 16. November 1916 in Oberschlema. Bei seiner feierlichen Beerdigung am 19. November wurde der Sarg von Mitarbeitern des staatlichen Blaufarbenwerks im historischen Habit getragen.
Im Jahr 1925 benannte man eine Straße im neu angelegten Fremdenheimviertel nach Friedrich, und im Kurhausgarten wurde 1930 ein Granitblock mit einem Bronzerelief eingeweiht.
Das am 25. Oktober 1998 in Bad Schlema eröffnete neue Kurmittelhaus steht an der Richard-Friedrich-Straße. Die beiden mannshohen Holzfiguren im Eingangsbereich des Kurbads verkörpern Richard Friedrich im Paradehabit eines Werkbaumeisters und Paul Emil Rössel im Habit der Blaufarbenwerker.